# Ivy Latimer
Ivy Joy Latimer (ur. 1 grudnia 1994 w Sydney) – australijska aktorka filmowa. Debiutowała w 2002 roku w serialu Cena życia. Najbardziej znana jest z serialu Syreny z Mako, gdzie wciela się w rolę syreny Nixie. Uczęszczała do Hunter School of the Performing Arts w Broadmeadow, New South Wales.

## Filmografia
| Rok       | Tytuł             | Rola              | Uwagi         |
| --------- | ----------------- | ----------------- | ------------- |
| 2002      | Cena życia        | Madelaine James   | Rola gościnna |
| 2002      | White Collar Blue | Lel               | 14 odcinków   |
| 2003      | Grass Roots       | Chantelle         | Rola gościnna |
| 2004      | The Cooks         | Isabella          | Rola gościnna |
| 2004–2006 | Love My Way       | Ashley McCluskey  | 7 odcinków    |
| 2005      | Zatoka serc       | Olivia Richards   | 5 odcinków    |
| 2009      | Franswa Sharl     | Cassie Bishop     |               |
| 2009      | Accidents Happen  | Linda Conway      |               |
| 2010–2011 | Potwory i ja      | Angela Carlson    | 24 odcinki    |
| 2011      | Underbelly: Razor | Constance Solomon | Rola gościnna |
| 2013      | Syreny z Mako     | Nixie             | Rola główna   |